# Tyros

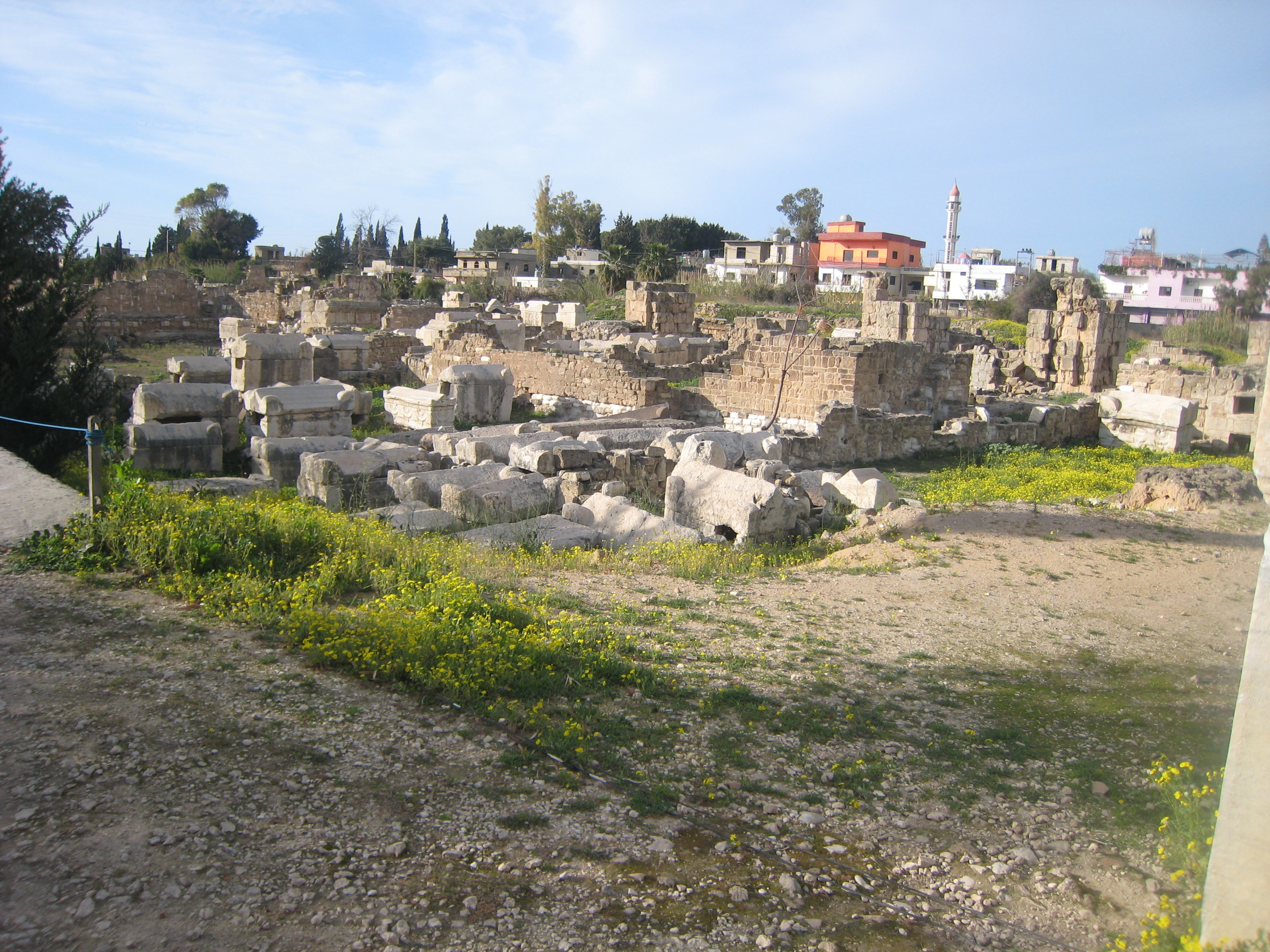
Ruinområdet Al Mina. I bakgrunden det största palestinska flyktinglägret.

Den antika staden Tyros (akkadiska Ṣurru, arabiska صور, Sūr, egyptiska Ṣar, Ṣara, feniciska Sur, grekiska Τύρος, Týros, hebreiska צר, Ṣōr; latin Tyrus) även Tyr, Sor eller Sur är en arkeologisk plats i södra Libanon vid Medelhavskusten cirka 37 kilometer norr om Acre och 32 kilometer söder om Sidon.
Moderna Tyros har en befolkning på cirka 135 000 invånare (2020).
Platsen upptogs på Unescos världsarvslista 1984.

## Historia
Tyros var det forna Feniciens främsta sjö- och handelsstad. Stadens namn betyder 'Berg'. Här finns flera lämningar främst från Romarrikets tid, bland annat finns där gravar och en ruin av en katedral. Det enda monumentet som har hittats är en kort fenikisk text från 400-talet f.Kr.

### Stadens grundande
Staden är uråldrig men var enligt sägnen ursprungligen en koloni till Sidon norr om Tyros. Staden omnämns på monument så tidigt som 1500 f.Kr. och hävdar sig enligt Herodotos grundats omkring 2700 f.Kr. Filon av Byblos (i Eusebius) citerar den antika källan Sanchuniaton och slår fast att den först beboddes av en Hypsuranius. Sanchuniatons arbete är tillägnat "Abibalus kung av Berytus", kanske identisk med Abiball, som var Tyros förste kung.
Tyros uppfördes från början på ett berg på fastlandet ("Palaityros", Gamla Tyros), men flyttades senare till en klippö några hundra meter utanför kusten som bättre skyddade mot fientliga angrepp och säkert bidrog till stadens långvariga blomstring.

### Blomstringstiden
Under en längre tid existerade det gamla och det nya Tyros sida vid sida. Östaden Tyros som på grund av det begränsade utrymmet (ca 56 ha) var tätt bebyggt med flervåningshus och omgavs av höga murar (enligt en sannolikt överdriven uppgift 45 meter höga), som även inneslöt stadens båda hamnar. Här fanns även flera tempel, av vilka särskilt det åt Melkart (den feniciske motsvarigheten till Herakles) helgade var vida berömt. Tyros var även huvudort för kulten av Molok. Redan tidigt lär Tyros varit Feniciens huvudort och stundom egentligen ett välde över de andra städerna som var tvingade till underkastelse. Den tyriske kungen Hiram kring mitten av 900-talet f.Kr., omtalas som vän och bundsförvant till kung Salomo, och Tyros hade vid denna tid betydande handel med Israel. Den assyriske kungen Salmaneser belägrade Tyros förgäves i fem år. Den babylonske kungen Nebukadnessar II lyckades inte heller trots belägring i 13 år mellan år 586 f.Kr. och 573 f.Kr.
Dock verkar det på något sätt hamnat under hans välde, från vilket det (efter år 538 f.Kr.) övergick till Persien. Efter sju månaders belägring år 332 f.Kr. intog Alexander den store Tyros sedan han förenat staden med fastlandet genom en dammbyggnad, som finns kvar än idag, förstorad av sanddyner som havet skapat och gjort att nuvarande Tyros ligger på en halvö.
Även under århundradet därefter, då Tyros (sedan år 315) tillhörde seleukidernas rike, fick Tyros utstå belägringar och härjningar, varjämte det nyanlagda Alexandrias blomstring öppnade nya vägar för världshandel. Icke desto mindre fortsatte Tyros ännu under den romerska tiden vara en betydande handelsstad med framstående glas-, vävnads- och metallindustri samt purpurfärgeri. År 638 föll det i arabernas händer och fungerade under medeltiden både som stark fästning och som viktig handelsplats.

### Den kristna staden
1124 erövrades staden med Republiken Venedigs hjälp av kung Balduin II av Jerusalem. Staden blev då en av de viktigaste städer i kungariket Jerusalem och var en del av de kungliga domänerna, men där fanns även självstyrande handelskolonier för italienska handelsstäder. Staden var under denna tid säte för ett ärkestift, en suffragan till den latinske patriarken i Jerusalem. Dess ärkebiskopar tog ofta över patriarkatet. Den mest kände av de latinska ärkebiskoparna var historikern Vilhelm av Tyrus. Efter att Jerusalem intagits av Saladin år 1187, flyttades kungarikets huvudstad till Akko, men kröningar hölls i Tyros. På 1200-talet, separerades Tyros från de kungliga domänerna och blev ett korsriddargods.
En kyrka hade grundats i staden redan kort efter Sankt Stefans martyrdöd, och Paulus lade en vecka på att konversera med de kristna i Tyros.

### Från 1291 fram till idag

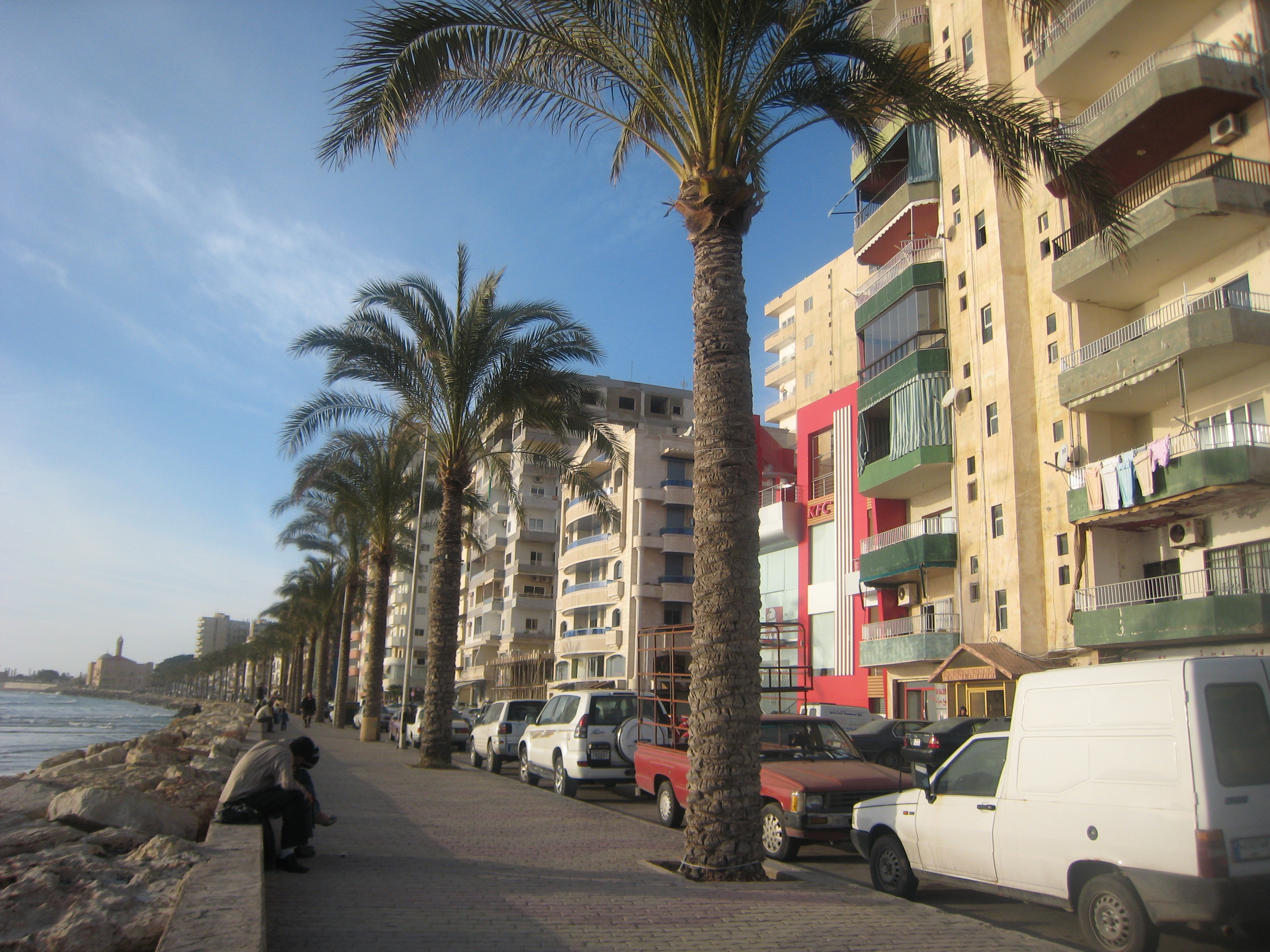
Den moderna södra delen av staden

År 1291 intogs staden av mamluckerna. Staden förföll sedan och minskade i betydelse. I dag är Tyros en muslimsk stad och en fin turiststad med fina badstränder. Stadens invånare är libaneser och invånarantalet ökar snabbt.

### Handel och industri
Staden hade två hamnar som än idag finns kvar och var under alla tidsepoker en viktig handelsstad och produkter från hela världen samlades i Tyros lagerbyggnader. Tyriska köpmän var de första som tog sig an företaget att navigera över Medelhavet och de grundade kolonier längs kusten och närliggande öar i Egeiska havet, i Grekland, på Nordafrikas kust (Karthago och andra städer), på Sicilien och Korsika, och till och med i Spanien väster om Gibraltar sund (Gadeira, idag Cádiz). Under Kung Davids regeringstid i Israel skapades en vänlig allians mellan Hebréerna och folket i Tyros.
Staden Tyros var särskilt känd för sin produktion av en ovanlig form av purpurfärg, känd som Tyrisk purpur. Färgen, som enligt legenden ska ha uppfunnits i staden, var i många kulturer i forntiden reserverad för kungligheter eller åtminstone för adeln.

### Lista över Tyros kungar
| Abibaal                     |                     |
| Hiram I                     | 969 f.Kr.–936 f.Kr. |
| Baal-Eser I                 | 935 f.Kr.–919 f.Kr. |
| Abdastrato                  | 918 f.Kr.–910 f.Kr. |
| Ithobaal I                  | 887 f.Kr.–856 f.Kr. |
| Baal-Eser II                | 855 f.Kr.–830 f.Kr. |
| Mattan I                    | 829 f.Kr.–821 f.Kr. |
| Pygmalion (Pumayyaton)      | 820 f.Kr.–774 f.Kr. |
| Ithobaal II                 | 750 f.Kr.–740 f.Kr. |
| Hiram II                    | 739 f.Kr.–730 f.Kr. |
| Mattan II                   | 730 f.Kr.–729 f.Kr. |
| Elulaios (Luli)             | 729 f.Kr.–694 f.Kr. |
| Baal I                      | 680 f.Kr.–640 f.Kr. |
| Ithobaal III                | 591 f.Kr.–573 f.Kr. |
| Baal II                     | 573 f.Kr.–564 f.Kr. |
| Yakinbaal                   | 564 f.Kr.           |
| Chelbes                     | 564 f.Kr.–563 f.Kr. |
| Abbar                       | 563 f.Kr.–562 f.Kr. |
| Mattan III och Ger Ashthari | 562 f.Kr.–556 f.Kr. |
| Baal-Eser III               | 556 f.Kr.–555 f.Kr. |
| Mahar-Baal                  | 555 f.Kr.–551 f.Kr. |
| Hiram III                   | 551 f.Kr.–532 f.Kr. |